# Rue Saint-Malo (Toulouse)
Pour les articles homonymes, voir Rue Saint-Malo.
La rue Saint-Malo est une voie publique de Toulouse, chef-lieu de la région Occitanie, dans le Midi de la France.

## Situation et accès

### Description
La rue Saint-Malo est une voie publique. Elle se trouve au cœur du quartier de Fontaine-Lestang.
Elle naît perpendiculairement à la rue de Caen. Elle est orientée au nord-nord-est, rectiligne et longue de seulement 71 mètres, pour une largeur de 10 mètres. Elle se termine au carrefour de la rue des Turres, face à l'école élémentaire Étienne-Billières.
La chaussée compte une seule voie de circulation automobile en sens unique, de la rue des Turres vers la rue de Caen. Elle appartient à une zone 30 et la vitesse y est limitée à 30 km/h. Il n'existe pas d'aménagement cyclable, quoiqu'elle soit à double-sens cyclable.

### Voies rencontrées
La rue Saint-Malo rencontre les voies suivantes, dans l'ordre des numéros croissants :
1. Rue de Caen
2. Rue des Turres

### Transports
La rue Saint-Malo n'est pas directement desservie par les transports en commun. Elle se trouve cependant à proximité de la rue Louis-Vestrepain, où se trouvent les arrêts de la ligne de bus 13. Plus loin, le long du boulevard Déodat-de-Séverac, se trouvent les stations de la ligne de tramway , ainsi que les arrêts de la ligne de bus 34. La station de métro la plus proche est, au carrefour de la rue Louis-Vestrepain et de la rue de la Moselle, la station Fontaine-Lestang, sur la ligne de métro .
Les stations de vélos en libre-service VélôToulouse les plus proches sont les stations no 141 (237 rue Henri-Desbals) et no 142 (face 65 boulevard Déodat-de-Séverac).

## Odonymie

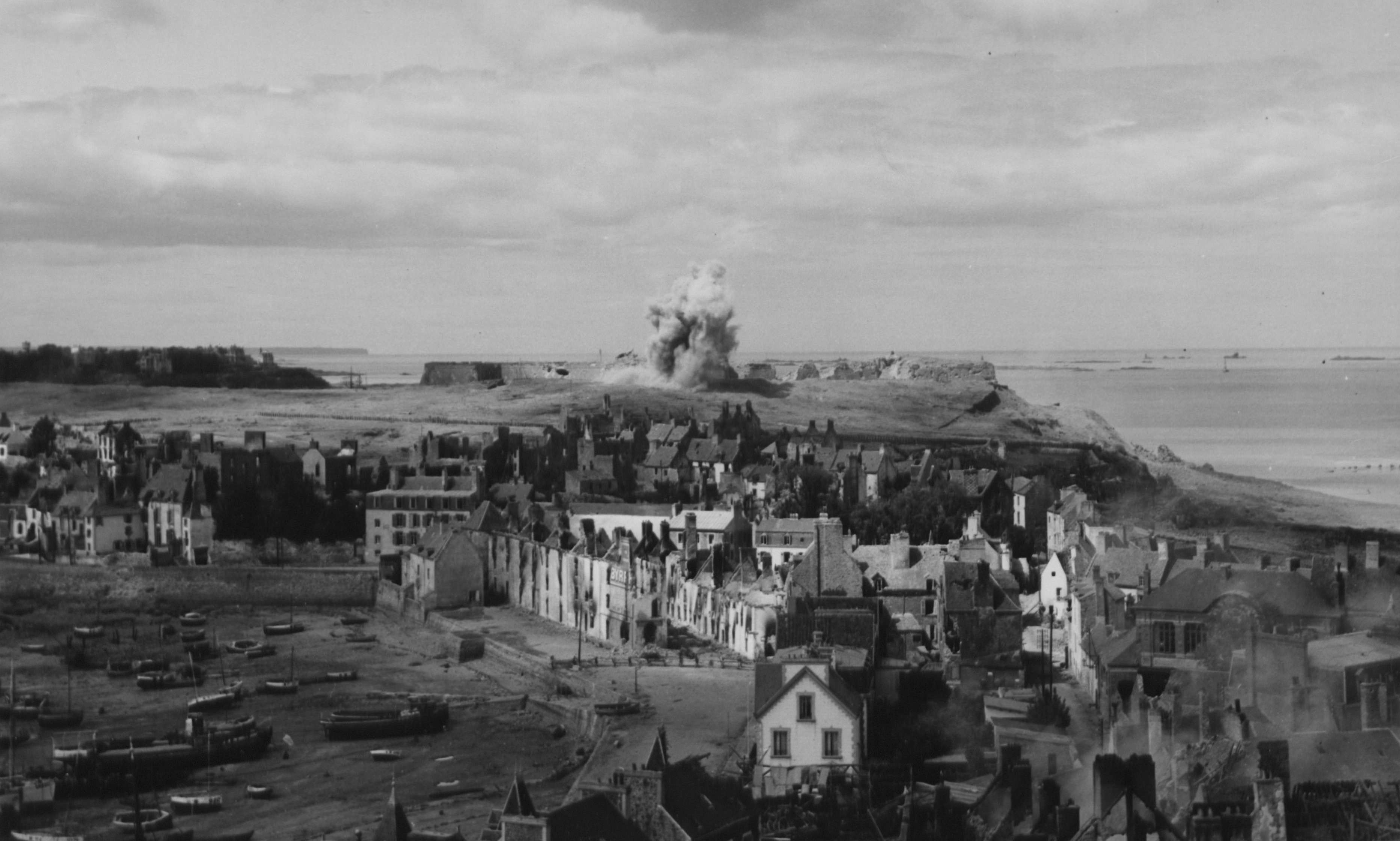
Bombardement du quartier d'Aleth à Saint-Malo en août 1944 (USAAF 9th Air Force, US National Archives).

La rue est percée en 1930 sous le nom de rue Traversière-des-Turres, car elle aboutissait à la rue des Turres. De même, la rue Jacques-Gamelin avait porté jusqu'en 1930 le nom de chemin des Turres. L'origine de ce nom n'est pas claire, mais il désignait un domaine agricole du quartier : Pierre Salies fait simplement remarquer que le terme turra désigne une « motte de terre » en occitan. En 1947, elle devient par décision du conseil municipal la rue Saint-Malo, en hommage à la ville de Saint-Malo qui avait souffert des combats de sa Libération en août 1944. D'ailleurs, la rue voisine, la rue de Caen, a été renommée à la même date pour une raison similaire.

## Patrimoine et lieux d'intérêt
La construction de la cité-jardin de Fontaine-Lestang s'inscrit dans la politique de logement portée par la municipalité toulousaine, dirigée par Étienne Billières à partir de 1925. La cité-jardin est construite entre 1928 et 1931 sur les plans de l'architecte de la ville, Jean Montariol, qui fait appel aux Charpentiers toulousains. Elle s'organise entre la rue des Turres et la rue de l'Estang (actuelle rue de Caen), reliées par la rue Traversière-des-Turres (actuelle rue Saint-Malo) et la rue d'Auch. Elle se compose alors de plusieurs maisons simples ou jumelles pour un total d'une quarantaine de logements. Depuis 2000, la plupart des maisons ont été démolies. Seules deux maisons, rue Saint-Malo témoignent de la cité-jardin. Les parcelles sont séparées de la rue par des clôtures et un portillon. Les maisons se développent sur un étage.
- no  13 : maison (vers 1930).
- no  14 : maison (vers 1930).